# Servizio funebre II
Servizio Funebre II è il sesto album in studio del rapper italiano Chicoria, pubblicato nel 2021 dalla Sony Music.

## Descrizione
L'album esce nel 2021 dopo 6 anni dall'ultimo disco Lettere, riprendendo tematiche della società contemporanea come il "predecessore" Servizio Funebre. Prodotto tra il 2019 e il 2020 viene anticipato dai singoli a tutto volume ft. Barracano, Spostate e Infamia ft. Massimo Pericolo, tutti e tre usciti nel 2020. Esce il 12 febbraio 2021 sotto la Sony Music Entertainment Italy.

## Tracce
1. Magna magna - prod. Depha Beat
2. Passaggio su passaggio  - prod. da Depha Beat
3. Na mano sur core (feat. Brenno Itani)- prod. Depha Beat
4. Spostate - prod. Depha Beat
5. a tutto volume (feat. Barracano)- prod. Depha Beat
6. Politica e stronzate - prod. Devote
7. Infamia (feat. Massimo Pericolo)- prod. Depha Beat, Crookers
8. Passion Fruit - prod. Devote
9. Non è un gioco (feat. Poocio Carogna, In Arte Gibelterra)- prod. Depha BEat
10. A caro prezzo (feat. Franco126, Ugo Borghetti)- prod. Devote
11. Luminare (feat.Pablo) - prod. Depha beat